# Bogár Pál
Bogár Pál (Tés, 1927. szeptember 2. – 2012. augusztus 17.) 40-szeres magyar válogatott, kosárlabda-játékos.
Hajdanán a Székesfehérvári Építőkben játszott, a soproni Erdészeti Egyetem elvégzése után tért vissza Fehérvárra. Sopronban az 1950-es években a Bogár fivérek fémjelezte csapat eljutott a megyei bajnokságtól az NB-I-ig. Az 1952-ben rendezett Helsinki nyári olimpián is szerepelt. Mind a 6 mérkőzésen pályára lépett. Az 1955-ben Európa-bajnokságot nyert magyar válogatott csapatkapitánya Bogár Pál erdőmérnök volt. 1948 és 1961 között csapatainak edzője is volt.
1984-ben tagja volt a MOB-nak, amely egy ellenszavazat és három tartózkodás mellett a Los Angeles-i olimpia bojkottja mellett szavazott. A bojkott ellen csak Jacsó István mert szavazni; Békesi László és Bogár Pál tartózkodott (a harmadik személy neve nem ismert).
Munkahelye hosszú évtizedeken át a Fejér Megyei Közúti Igazgatóság volt, ahonnan főmérnökként vonult nyugdíjba, az útépítő szakma országos szaktekintélyeként.
Sportvezetői tevékenysége elismeréseként Székesfehérvár Közgyűlése 1992-ben Pro Civitate, majd 2007-ben Székesfehérvár Sportjáért díjat adományozott részére.

## 1952 Helsinki Olimpia
"B" csoport:
- 1952.07.14. Magyarország - Görögország: 75-38
- 1952.07.17. Fülöp-szigetek - Magyarország: 48-35

Döntő:
- 1952.07.18. Magyarország - Görögország: 47-44

"A" csoport:
- 1952.07.25. USA - Magyarország: 66-48
- 1952.07.26. Uruguay - Magyarország: 70-56
- 1952.07.27. Csehszlovákia - Magyarország: 63-39

Végeredmény:
- 1. USA
- 2. Szovjetunió
- 3. Uruguay

Magyarország a 13. helyen végzett.

## 1953 Kosárlabda Eb
1953-ban Szovjetunió mögött a második Magyarország lett.
Akkori keret: Bánhegyi László, Bogár Pál, Bokor György, Cselkó Tibor, Czinkán Tibor, Greminger János, Hódy János, Hódy László, Komáromi Ede, Mezőfi Tibor, Papp Péter, Rémay Tibor, Simon János, Zsíros Tibor.

## 1955 Kosárlabda Eb
1955 nyarán 82-68-ra verte a magyar válogatott Szovjetuniót, és megszerezték a sportág eddigi egyetlen magyar Eb-címét.
Akkori keret: Bánhegyi László, Bencze János, Bogár Pál, Cselkó Tibor, Czinkán Tibor, Dallos János, Greminger János, Hódy János, Hódy László, Mezőfi Tibor, Papp Péter, Simon János, Tóth László, Zsíros Tibor; szövetségi kapitány: Páder János

## Sikerei
- 1953 Eb-ezüstérmes
- 1954 Főiskolai világbajnok
- 1955 Európa-bajnok

## Klubjai
- 1943-1946 Alba Regia AK
- 1946-1952 Soproni MAFC
- 1952 Budapesti Honvéd SE
- 1952-1961 Székesfehérvári Építők

## Díjai, elismerései
- A Magyar Népköztársaság kiváló sportolója (1951)[6]
- A Magyar Népköztársaság kiváló sportolója (1955)[7]